# País de Nai
El País de Nai, (en occità: País de Nai) és un parçan o comarca d'Occitània situada a la Gascunya. Les seves vil·la principal és Nai.
Segons la proposta de divisió territorial d'Occitània del diari Jornalet, basada en l'obra de Frederic Zégierman Le Guide des pays de France, el País de Nai estaria ubicat a la regió de la Gascunya, subregió del Bearn.
Oficialment, les comunes del País de Nai estan adscrites administrativament i situades a l'est del departament francès dels Pirineus Atlàntics, a la regió administrativa de Nova Aquitània.